# Henri La Fontaine
Henri Marie La Fontaine (Bruxelles, 22 aprile 1854 – Bruxelles, 14 maggio 1943) è stato un politico e avvocato belga.
Fu presidente del Bureau international permanent de la paix o Permanent International Peace Bureau, organismo internazionale a difesa della pace e Premio Nobel nel 1913 nel 1895, dove venne riconfermato fino al 1936. Nella veste di giurista e senatore partecipò come uno dei rappresentanti del suo paese alla Conferenza di pace di Parigi del 1919.

## Biografia
Nacque a Bruxelles nel 1854 in una benestante famiglia dell'alta borghesia, studiò giurisprudenza presso l'Université Libre de Bruxelles (in seguito divisa in Université libre de Bruxelles e Vrije Universiteit Brussel). Divenne avvocato nel 1877 occupandosi di diritto internazionale. Insieme alla sorella Léonie La Fontaine si occupò di diritti femminili e diritto al voto, nel 1890 fondarono la Ligue belge du droit des femmes.
Massone, fu membro della Loggia Les Amis philanthropes del Grande Oriente del Belgio, a Bruxelles, della quale fu il Maestro venerabile, che poi abbandonò per essere ammesso nell'Ordine massonico Le Droit Humain.

## Impegno pacifista
Influenzato dalla figura del pacifista inglese Hodgson Pratt, fin dall'inizio degli anni ottanta si occupò dell'organizzazione di un movimento giuridico che avesse come obiettivo il dirimere le cause internazionali nella ricerca di una pacificazione tra i popoli.
Nel 1907 succedette a Fredrik Bajer, Premio Nobel per la pace nel 1908, alla guida del Bureau international permanent de la paix, con sede a Berna in Svizzera, organismo a cui venne conferito lo stesso premio nel 1910.